# 3×3 Eyes: Jūma Hōkan
3×3 Eyes: Jūma Hōkan (サザンアイズ～獣魔奉還～) est un jeu vidéo d'action-aventure sorti en 1995 sur Super Famicom.